# بریت بروگارد
بریت بروگارد (به انگلیسی: Berit Brogaard)(متولد ۲۸ اوت ۱۹۷۰) (با نام اصلی بریت اسکار بروگارد) فیلسوف-عصب‌شناس دانمارکی-آمریکایی است. او هم‌اکنون استاد دانشگاه میامی (فلوریدا) در فلوریدا است. تمرکز پژوهشی او بر حس آمیزی معطوف بوده است. بروگارد در کتاب ذهنی فراتر از باور (The Superhuman Mind) بر موضوع حس‌آمیزی و پتانسیل‌های آن تمرکز داشته است.